# هوارد غراهام
هوارد غراهام (بالإنجليزية: Howard Graham)‏ هو عسكري ومحامي أمريكي، ولد في 15 يوليو 1898 في بوفالو في الولايات المتحدة، وتوفي في 28 سبتمبر 1986 في أوكفيل في كندا.